# 埋橋孝文
埋橋 孝文（うずはし たかふみ、1951年 - ）は、同志社大学名誉教授。専門は社会政策論。

## 人物・来歴
大阪府生まれ。1974年京都大学教育学部卒、1983年関西学院大学大学院経済学研究科博士後期課程満期退学。1998年「現代福祉国家の国際比較 日本モデルの位置づけと展望」で関西学院大学から博士（経済学）。
大阪産業大学経済学部教授、日本女子大学人間社会学部教授を経て、同志社大学社会学部教授となり、2022年に定年退職し、名誉教授。放送大学客員教授。

## 著書
- 『現代福祉国家の国際比較 日本モデルの位置づけと展望』日本評論社, 1997.6
- 『福祉政策の国際動向と日本の選択 ポスト「三つの世界」論』 (社会保障・福祉理論選書) 法律文化社, 2011.6

### 共編著
- 『比較のなかの福祉国家』 (講座・福祉国家のゆくえ 第2巻) 編著. ミネルヴァ書房, 2003.1
- 『ワークフェア 排除から包摂へ?』 (シリーズ・新しい社会政策の課題と挑戦 第2巻) 編著. 法律文化社, 2007.11
- 『地域福祉の国際比較 日韓・東アジアモデルの探索と西欧モデルの比較』井岡勉共編著. 現代図書, 2009.1
- 『東アジアの社会保障 日本・韓国・台湾の現状と課題』木村清美,戸谷裕之共編. ナカニシヤ出版, 2009.6
- 『新しい福祉サービスの展開と人材育成』同志社大学社会福祉教育・研究支援センター共編. 法律文化社, 2010.3
- 『参加と連帯のセーフティネット 人間らしい品格ある社会への提言』連合総合生活開発研究所共編. ミネルヴァ書房, 2010.6
- 『中国の弱者層と社会保障 「改革開放」の光と影』于洋, 徐[エイ] 共編著. 明石書店, 2012.5
- 『生活保護』 (福祉+α) 編著. ミネルヴァ書房, 2013.3
- 『社会福祉の国際比較』編著. 放送大学教育振興会, 2015.3
- 『社会保障』 (新・基礎からの社会福祉）大塩まゆみ共編著. ミネルヴァ書房, 2015.3
- 『子どもの貧困/不利/困難を考える 1理論的アプローチと各国の取組み』矢野裕俊共編著 ミネルヴァ書房, 2015.8
- 『子どもの貧困/不利/困難を考える 2社会的支援をめぐる政策的アプローチ』大塩まゆみ,居神浩共編著 ミネルヴァ書房, 2015.8
- 『貧困と生活困窮者支援 ソーシャルワークの新展開』同志社大学社会福祉教育・研究支援センター共編. 法律文化社, 2018.9
- 『貧困と就労自立支援再考 経済給付とサービス給付』同志社大学社会福祉教育・研究支援センター共編. 法律文化社, 2019.10
- 『社会保障の国際動向と日本の課題』居神浩共編著. 放送大学教育振興会, 2019.3
- 『子どもの貧困/不利/困難を考える 3　施策に向けた総合的アプローチ』矢野裕俊, 田中聡子,三宅洋一共編著 ミネルヴァ書房, 2019.6
- 『いま社会政策に何ができるか 1　どうする日本の福祉政策』編著 ミネルヴァ書房, 2020.10
- 『福祉政策研究入門 政策評価と指標』全2巻 編著. 明石書店, 2022.3

### 翻訳
- デボラ・ミッチェル『福祉国家の国際比較研究 LIS10カ国の税・社会保障移転システム』伊田広行,三宅洋一,伊藤忠通,北明美共訳、啓文社、1993
- イエスタ・エスピン＝アンデルセン編『転換期の福祉国家 グローバル経済下の適応戦略』監訳. 早稲田大学出版部, 2003.12
- ピート・アルコック, ゲイリー・クレイグ編『社会政策の国際的展開 先進諸国における福祉レジーム』清水弥生,門林道子,所道彦,三宅洋一共訳. 晃洋書房, 2003.5
- イアン・ホリデイ, ポール・ワイルディング編『東アジアの福祉資本主義 : 教育,保健医療,住宅,社会保障の動き』小田川華子,木村清美, 三宅洋一,矢野裕俊, 鷲巣典代共訳. 法律文化社, 2007.5
- マイケル・ヒル, ゾーイ・アービング『イギリス社会政策講義 政治的・制度的分析』矢野裕俊共監訳. ミネルヴァ書房, 2015.2